# Dinastia de Maomé Ali

A dinastia de Maomé Ali (em árabe: أسرة محمد علي; romaniz.: Usrat Muhammad 'Ali) foi a última dinastia governante do Egito e do Sudão, do século XIX a meados do XX. É nomeado após seu progenitor, Maomé Ali Paxá, considerado o fundador do Egito moderno. Foi também mais formalmente conhecido como dinastia alauíta (em árabe: al-الأسرة العلوية; romaniz.: al-Usra al-'Alawiyya), embora não deva ser confundida com dinastia alauíta de Marrocos, para a qual não tem nenhuma relação. Porque a maioria dos governantes desta dinastia deram o título Quediva, foi muitas vezes referida pelos contemporâneos como a "Dinastia Quediva'.
Maomé Ali Paxá, originalmente da Albânia, foi comandante das forças otomanas. Após a aquisição do poder, forçou o sultão Mamude II a reconhecê-lo como uáli ou governador do Egito em 1805. Por muitos anos o Egito foi um protetorado britânico. Em 1922, o Reino Unido teve de reconhecer a independência do Egito e o sultão Fuade alterou seu título para de Rei, e seu filho, que foi o último governante da dinastia, derrubado em 1952, era conhecido pelo tratamento de "Sua Majestade" Faruque, pela graça de Deus, do Reino do Egito e Sudão.
O governo Faruque fez pouco para acalmar a situação e as reivindicações de mudanças e liberdade procurado pelo povo. A família real cometia incrível desperdício de dinheiro, enquanto a população estava mergulhada na pobreza. Em 1952, a revolução triunfou e Faruque e sua família foram forçados a deixar o Egito. O atual chefe dessa Casa Real é o Príncipe Amade Fuade, filho do ultimo governante dessa dinastia, rei Faruque do Egito.

## Conhecidos os membros da dinastia.
Em negrito estão os reis.
- Fuade I do Egito (1922-1936) (nunca coroado)
- Nazli Sabri (2ª esposa de Fuade I)
- Fawzia Fuad do Egito (filha de Fuade I)
- Faruque do Egito (1936-1952) (coroado em 1937)
- Farida do Egito (1ª esposa de Faruque)
- Fuade II do Egito (1952-1953) (nunca coroado)